# 柿平駅
柿平駅（かきだいらえき）は、愛知県新城市豊岡字葭ヶ滝（よしがたき）にある、東海旅客鉄道（JR東海）飯田線の駅である。

## 概要
愛知県の豊橋駅と長野県の辰野駅を結ぶ飯田線の中間駅（途中駅）の一つである。新城市の北東部に位置する。利用者はごく僅か（1999年度時点で乗車人員は1日平均約20人）であり、一部普通列車も通過する。
開業は1950年（昭和25年）のことで、日本国有鉄道（国鉄）によって新設された。1987年（昭和62年）にJR東海に移管されて現在に至っている。なお現在の駅は2代目で、鳳来寺鉄道時代に初代柿平駅が存在した。

## 歴史
当駅には初代と2代目がある。初代は1929年（昭和4年）5月、現在のJR飯田線中南部に当たる大海 - 三河川合間を当時運営していた鳳来寺鉄道によって開設された。正規名称を「柿平停留場」といった。1943年（昭和18年）8月に鳳来寺鉄道の鉄道路線が買収・国有化されて国鉄飯田線の一部とされた際、この柿平停留場は廃止された。
2代目の駅は、初代駅廃止から7年後の1950年2月に、国鉄によって新設された。初代廃止前は小学校児童の利用があり、戦後になって新制中学校生徒の利用も見込めることから再開設の必要性が高まり、そのため当時の長篠村が隣村の七郷村の協力を得て1947年（昭和22年）6月より再開設を求める陳情を行っていた。用地と経費は地元が寄付している。
2代目も初代同様新設当初から旅客営業のみの旅客駅で、貨物は取扱っていなかった。大きな変化がないまま1987年4月の国鉄分割民営化を迎え、JR東海に移管された。

### 年表
- 1929年（昭和4年）5月5日：鳳来寺鉄道の柿平停留場として開設[3]。
- 1943年（昭和18年）8月1日：鳳来寺鉄道が飯田線として国有化された際に廃止[3]。
- 1950年（昭和25年）2月15日：国鉄飯田線の柿平駅として再開設[3]。
  - 当時は、東海道本線浜松 - 名古屋間の各駅、飯田線の各駅、中央本線の上諏訪 - 塩尻間の各駅と、篠ノ井線松本駅を発着する旅客のみ取扱った[3]。
- 1952年（昭和27年）12月2日：旅客取扱制限撤廃[3]。
- 1987年（昭和62年）4月1日：国鉄分割民営化に伴い、JR東海が継承[3]。

## 駅構造
単式ホーム1面1線を有する地上駅である。
ホーム豊橋寄りに出入口が設置されている。無人駅（駅員無配置駅）であり、管理駅（駅長配置駅）である豊川駅の管理下に置かれている。

## 駅周辺
駅があるのは柿平と言う、豊川の支流宇連川（三輪川）の右岸に位置する集落である。駅前に宇連川を渡る橋があり、それを渡ると国道151号（別所街道）へと出る。国道を西へ向かうと三河槙原駅南東にある名越と言う集落へ抜け、東へ向かうと名号と言う集落へ出る。

## 隣の駅
東海旅客鉄道（JR東海）
CD 飯田線
- 臨時急行「飯田線秘境駅号」停車駅（下りのみ）

■快速
通過
■普通（一部の列車は通過）
三河槙原駅 - 柿平駅 - 三河川合駅